# Leesport
Leesport è una borough degli Stati Uniti d'America, nella contea di Berks nello Stato della Pennsylvania. Secondo il censimento del 2000 la popolazione è di 1.805 abitanti.

## Società

### Evoluzione demografica
La composizione etnica vede una maggioranza della razza bianca (98.23%), seguita da quella afroamericana (0,33%) dati del 2000.
| borough di Leesport Popolazione |       |
| 2000                            | 1.805 |
| Stima al 2009                   | 1.917 |